# Meir Kohn
Meir Gregory Kohn (* 23. září 1946, Československo) je profesor ekonomie.

## Činnost
Vyučuje na Dartmouth College v USA a také na Hebrejské univerzitě v Jeruzalémě, dále na University of California v Berkeley, na Boston University, na University of Western Ontario a na Kalifornské univerzitě v Los Angeles.
Jeho práce se zaměřuje na finanční systém, měnovou teorii a makroekonomii. Je členem poradního grémia bostonského Fedu a redakční rady American Economic Review.
Rozsáhle publikuje v odborných periodikách a je také autorem úspěšné učebnice Financial Institutions and Markets.

## Vzdělání
V letech 1965–1970 Meir Kohn studoval na Hebrejské univerzitě v Jeruzalémě, kde v roce 1969 získal nejprve bakalářský (B.Sc., obor zemědělská věda) a v roce 1970 magisterský titul (M.Sc., obor zemědělská ekonomie). Doktorát (Ph.D., obor ekonomie) získal v roce 1973 na Technologickém institutu v Massachusetts.